# Sărata-Răzeși, Leova
Sărata-Răzeși este un sat din cadrul orașului Leova din raionul Leova, Republica Moldova. Are o suprafață de 9 km².
Satul a fost atestat documentar în anul 1897, iar denumirea vine de la cuvântul „răzeși”.
La vest de sat este amplasată rezervația naturală silvică Pogănești.

## Demografie

### Structura etnică
Structura etnică a localității conform recensământului populației din 2004:
| Grup etnic                                               | Populație | % Procentaj  |
| -------------------------------------------------------- | --------- | ------------ |
| Băștinași declarați Moldoveni Băștinași declarați Români | 1362 1    | 99,49% 0,07% |
| Ruși                                                     | 4         | 0,29%        |
| Bulgari                                                  | 1         | 0,07%        |
| Alții                                                    | 1         | 0,07%        |
| Total                                                    | 1369      |              |

## Administrație și politică
Componența Consiliului local Sărata-Răzeși (9 consilieri), ales la 5 noiembrie 2023, a fost următoarea:
|  | Partid                            | Consilieri | Componență | Componență | Componență | Componență |
|  | --------------------------------- | ---------- | ---------- | ---------- | ---------- | ---------- |
|  | Partidul Acțiune și Solidaritate  | 4          |            |            |            |            |
|  | Partidul Social Democrat European | 3          |            |            |            |            |
|  | Liga Orașelor și Comunelor        | 2          |            |            |            |            |